# معتمدية بوعرادة
معتمدية بوعرادة إحدى معتمديات الجمهورية التونسية، تابعة لولاية سليانة. يبلغ عدد سكانها 20.444 نسمة.